# Brouwerij Sint-Arnoldus (Oudenaarde)
Brouwerij Sint-Arnoldus ook wel Brouwerij Petre - Devos  is erfgoed en een voormalige brouwerij gelegen te Oudenaarde en was actief van 1899 tot 1970.

## Geschiedenis
August Petre kocht op 15 december 1892 een bestaande brouwerij, gelegen aan de Bergstraat te Oudenaarde, over van Mevrouw Senechal.
August Petre, zoon van een brouwersfamilie uit Halle, was getrouwd met Mathilde Devos, dochter van August Devos, advocaat en oud-burgemeester van Oudenaarde. Vandaar de benaming van de brouwerij Petre-Devos.
August Petre overleed in 1914 en werd opgevolgd door zijn 18-jarige zoon Pierre, later vervoegd door zijn broers Charles en Louis.
De brouwerij bereikte met het Oudenaards bruin bier een productie van 50.000 hl per jaar.
Door het wegvallen van het verbruik van donker bier, werd het brouwen stilgelegd in 1970, en werd de handel overgenomen.

## Bieren[1]
- Audenaerde
- Bock
- Electra
- Festa
- Kriek
- Oudenaards
- Petre Pils
- Petre-Devos
- Reserve
- St.-Arnoldus Abdijbier
- Tafelbier
- Trio Triple
- Triple Oudenaerde